# Verbascum longibracteatum
Verbascum longibracteatum är en flenörtsväxtart som beskrevs av Defl.. Verbascum longibracteatum ingår i släktet kungsljus, och familjen flenörtsväxter. Inga underarter finns listade i Catalogue of Life.